# Maledicció de la novena simfonia
La maledicció de la novena simfonia és una creença popular que deia que cap compositor sobrevivia per escriure la seva desena simfonia. Ludwig van Beethoven va ser el primer a formar part d'aquesta llegenda quan va morir deixant la seva desena simfonia en Mi bemoll major inacabada. A ell seguirien altres compositors de la talla de Franz Schubert, Anton Bruckner, Gustav Mahler, Ralph Vaughan Williams, Alexander Glazunov o Antonín Dvořák.
Alma, l'esposa de Gustav Mahler va ser qui va començar aquesta llegenda, ja que era molt supersticiosa. Espantada en veure que el seu marit havia acabat la vuitena simfonia, temia que també es veiés afectat per la "maledicció" (com ja havia passat amb Beethoven, Schubert, Dvořák i Bruckner en aquell moment). El mateix compositor, influenciat per aquestes idees, arribà a dir:
| « | Sembla que una novena és un límit. No se sap què passarà si es va més enllà. Sembla com si hi hagués alguna cosa que no hem de saber i que ens impedeix una desena ... per la qual cosa no estem preparats. Els que han escrit la novena ja estaven a prop de l'altra vida". | » |

El compositor va decidir finalment no incloure un número en la seva simfonia, finalitzant-la amb el nom de Das Lied von der Erde (La cançó de la Terra). Desgraciadament la seva idea no va tenir efecte, i el 1911 va morir a causa d'una endocarditis bacteriana, deixant incompleta la seva desena simfonia.

## Desmuntant la "maledicció"
La maledicció es trenca amb Dmitri Xostakóvitx, que va estrenar en 1953 la seva simfonia núm. 10 en mi menor, cosa que no passava en cap compositor destacat des de Mozart en 1770. D'altra banda, es pot trobar una explicació racional a totes les morts dels autors anteriors: Beethoven va morir a conseqüència d'una peritonitis, Schubert d'una febre tifoide i Dvořák d'un accident cerebrovascular, entre d'altres.
El compositor i director finlandès Leif Sergestam té el rècord de simfonies escrites: un total de 244.